# Choltice
Choltice es una localidad del distrito de Pardubice en la región de Pardubice, República Checa.

## Población
Tiene una población estimada a principio del año 2018 de 1121 habitantes. 

## Ubicación
Se encuentra ubicada al noroeste de la región, cerca de la frontera con las regiones de Bohemia Central y Hradec Králové, y del curso alto del río Elba.